# Divisione di Kota
La divisione di Kota è una divisione dello stato federato indiano di Rajasthan, di 4 732 759 abitanti. Il suo capoluogo è Kota.
La divisione di Kota comprende i distretti di Baran, Bundi, Jhalawar, Kota.